# سرو شنزار
سرو شنزار (نام علمی: Actinostrobus arenarius) نام یک گونه از سرده سروهای شنزار است.